# Komuna e Livadhjës
Komuna e Livadhjës är en kommun i Albanien.   Den ligger i prefekturen Qarku i Vlorës, i den södra delen av landet, 170 km söder om huvudstaden Tirana.
Trakten runt Komuna e Livadhjës består till största delen av jordbruksmark.  Runt Komuna e Livadhjës är det ganska glesbefolkat, med 27 invånare per kvadratkilometer.